# Michael Praetorius
Michael Praetorius (ur. 15 lutego 1571 w Creuzburgu, zm. 15 lutego 1621 w Wolfenbüttel) – niemiecki kompozytor, kapelmistrz i organista, przedstawiciel przełomu renesansu i wczesnego baroku. 

## Życiorys

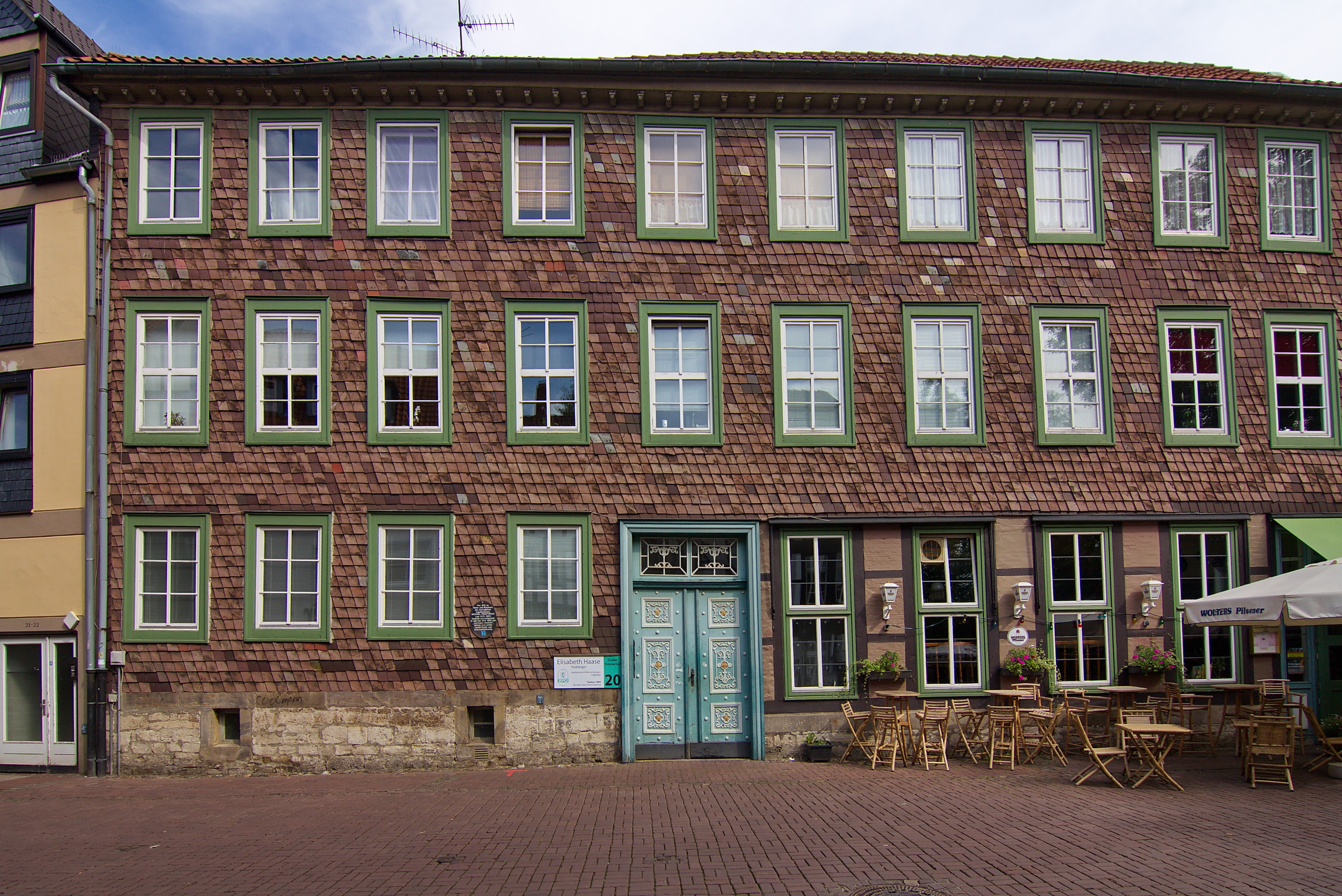
Budynek mieszkalny artysty w Wolfenbüttel (2012)

Był synem luterańskiego pastora Michaela Schulteisa, ucznia Johanna Waltera. Po latach nauki w Torgau i Zerbst/Anhalt studiował teologię i filozofię we Frankfurcie nad Odrą, gdzie w 1587 został organistą w tamtejszym kościele Mariackim. 
Praetorius pisał muzykę liturgiczną, ale też taneczną. Na początku XVII w. był najsławniejszym kompozytorem niemieckim, wykorzystującym w swojej twórczości nowy koncertujący styl włoski. Jego kompozycje wokalno-instrumentalne to m.in. Musae Sioniae (Muzy Syjońskie), 8-12 głosowe psalmy i pieśni religijne, hymny, Megalynodia z 8-głosowym Magnificat, motety. 
Praetorius był znany również jako twórca instrumentalnej muzyki świeckiej, przede wszystkim tanecznej. Jego zbiór tańców pt. Terpsichore z 1612 zawiera utwory inspirowane formami tanecznymi różnych narodów i stanowi jeden z ciekawszych zbiorów muzyki tanecznej swojej epoki (obok m.in. twórczości Tielmana Susato).
Oprócz dzieł kompozytorskich bardzo znaczące jest jego wielkie dzieło teoretyczne, poświęcone instrumentom i instrumentacji, pt. Syntagma musicum... (I cz. 1615, II cz. pt. Organographia, 1619, z atlasem Theatrum instrumentorum, III cz. 1619). Jest to doskonałe źródło do poznania instrumentów XVII w. (obok dzieła M. Mersenne'a Harmonia universelle, 1636). Autor opisuje bardzo wiele odmian instrumentów, zarówno dworskich jak też regionalnych i narodowych; wspomina także o instrumentach polskich.
Do słynniejszych utworów Praetoriusa należy znana i śpiewana do dziś (głównie w Niemczech) kolęda Cudowna różdżka wzrosła (Es ist ein Ros' entsprungen). 